# Рамадхани, Сара
Сара Рамадхани Макера (суахили Sara Ramadhani Makera; род. 30 декабря 1987, Аруша) — танзанийская легкоатлетка, специалистка по бегу на длинные дистанции, марафону и бегу по пересечённой местности. Выступает за сборную Танзании по лёгкой атлетике начиная с 2005 года, участница ряда крупных международных соревнований, в том числе чемпионата мира в Лондоне и летних Олимпийских игр в Рио-де-Жанейро.

## Биография
Сара Рамадхани родилась 30 декабря 1987 года в городе Аруша, Танзания. Выступала на международной арене начиная с 2005 года, первое время бегала в основном на средние дистанции, участвовала в забегах по пересечённой местности, позже стала выступать в беге на длинные дистанции и марафоне.
В 2013 году пробежала полумарафон в Сан-Паулу за 1:13:17.
В 2014 году была уличена в употреблении запрещённого вещества изометептена и дисквалифицирована сроком на два года.
По окончании срока дисквалификации в 2016 году вновь вошла в основной состав танзанийской национальной сборной и благодаря череде удачных выступлений удостоилась права защищать честь страны на летних Олимпийских играх в Рио-де-Жанейро. В программе женского марафона показала время 3:00:03, расположившись в итоговом протоколе соревнований на 121 позиции.
После Олимпиады Рамадхани осталась в главной легкоатлетической команде Танзании и продолжила принимать участие в крупнейших международных соревнованиях. Так, в 2017 году она выступила на чемпионате мира по кроссу в Кампале, где заняла 51 место среди взрослых спортсменок, и побывала на легкоатлетическом чемпионате мира в Лондоне, где в зачёте марафона с результатом 2:46:23 разместилась на 56 строке. Кроме того, в этом сезоне на соревнованиях в немецком Дюссельдорфе установила свой личный рекорд в марафоне — 2:33:08.
В 2018 году стартовала в марафоне на Играх Содружества в Голд-Косте, показала время 2:46:52 и заняла итоговое девятое место.